# Ophiarachna
Genre
Ophiarachna est un genre d'ophiures de la famille des Ophiomyxidae. 

## Liste d'espèces
Selon World Register of Marine Species (24 octobre 2014) :
- Ophiarachna affinis Lütken, 1869 -- Pacifique ouest, de la Nouvelle-Calédonie au Japon (et peut-être océan indien occidental)
- Ophiarachna delicata (H.L. Clark, 1932) -- Indonésie et nord de l'Australie
- Ophiarachna discrepans
- Ophiarachna incrassata (Lamarck, 1816) -- Pacifique ouest
- Ophiarachna liasica Kutscher, 1996 † [Europe]
- Ophiarachna martinblomi Jagt, 2000 † [Europe]
- Ophiarachna mauritiensis de Loriol, 1893 -- île Maurice
- Ophiarachna megacantha H.L. Clark, 1938 -- Australie orientale
- Ophiarachna ohshimai Murakami, 1943 -- Japon
- Ophiarachna quinquespinosa Koehler, 1922 -- Région Indonésie-Philippines
- Ophiarachna robillardi de Loriol, 1893 -- Région Indonésie-Philippines

Ophiarachna affinis
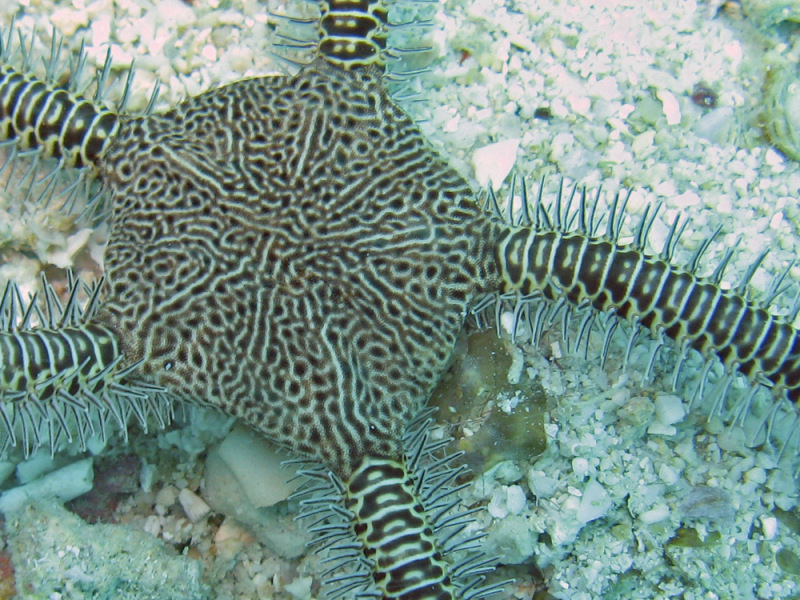
Ophiarachna delicata
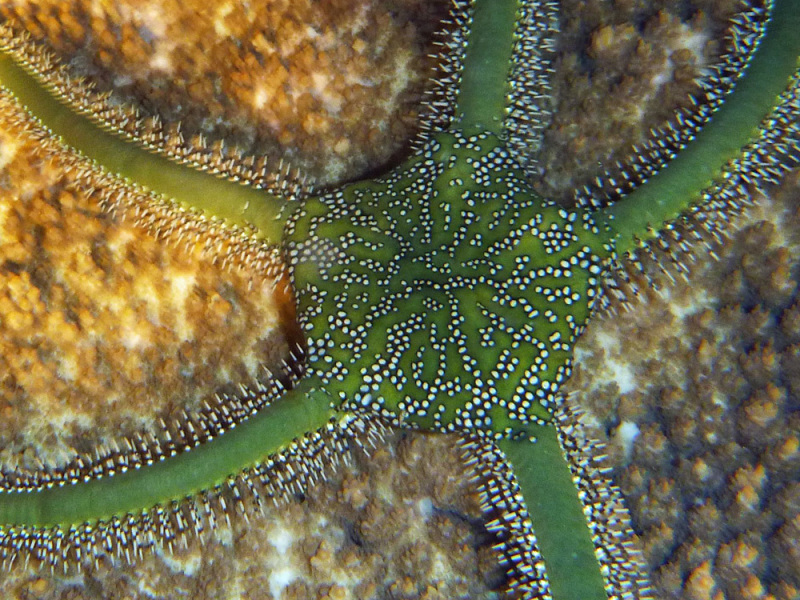
Ophiarachna incrassata